# Prittlewell
Prittlewell is een plaats en civil parish in het bestuurlijke gebied Southend-on-Sea, in het Engelse graafschap Essex.
Prittlewell komt in het Domesday Book (1086) voor als 'Pritteuuella'.
Een klooster uit de 12e eeuw, Prittlewel Priory, is open voor bezichtiging.
Er is een Station Prittlewell op de spoorlijn van het Station London Liverpool Street naar Southend, tussen Southend Airport en het eindstation Southend Victoria.
In de buurt van het station ligt het stadion Roots Hall van de voetbalclub Southend United.
Ten noorden van Prittlewel ligt de Luchthaven London Southend.